# Wraith (Stargate)

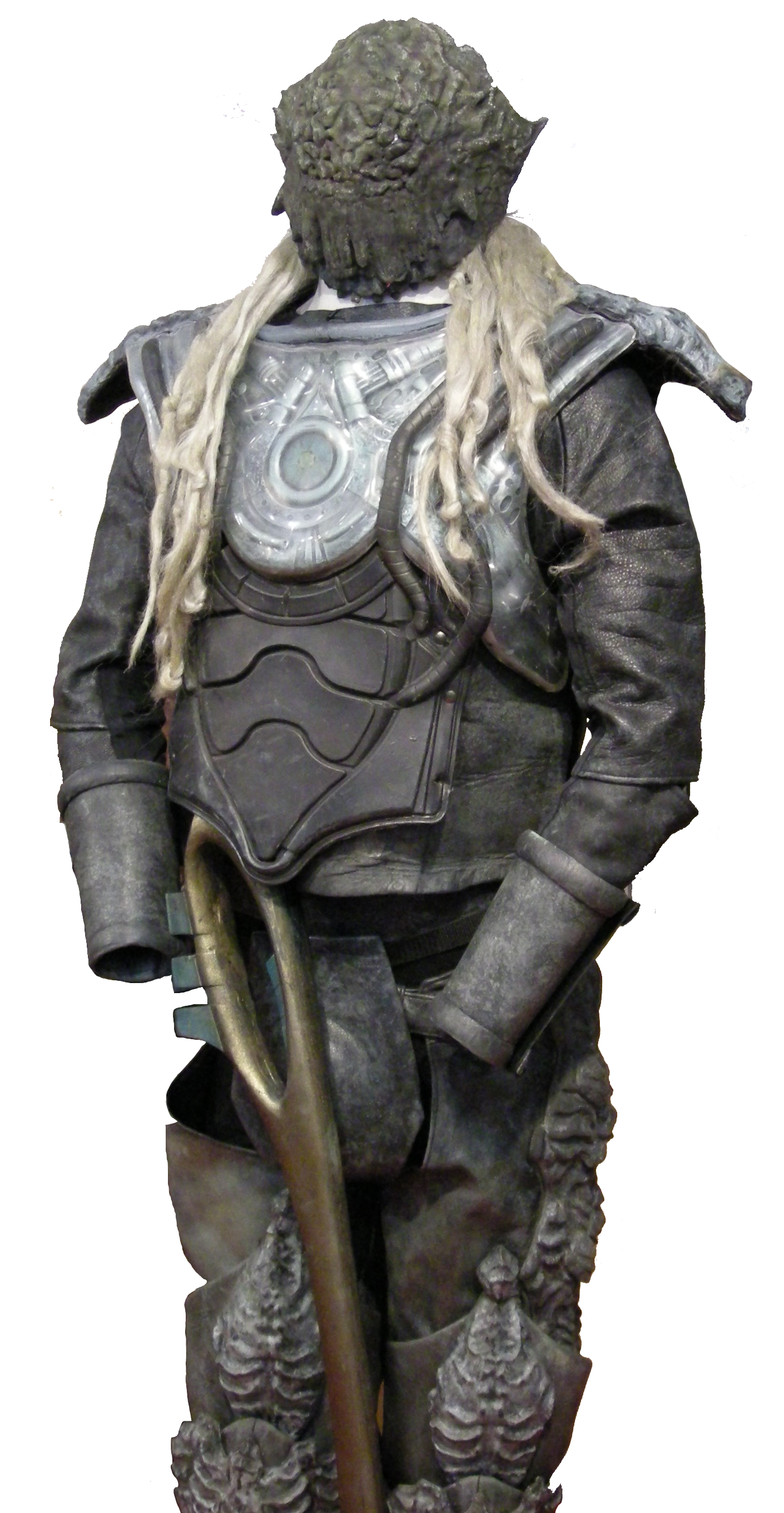
Disfraz de Wraith

En la serie para televisión de ciencia ficción Stargate Atlantis, los Wraith son una especie alienígena inspirada en los seres mitológicos llamados Wraith. Son el principal enemigo alienígena, aparecidos en el primer episodio de la serie y son la especie dominante de la galaxia Pegaso, de un modo similar al que los Goa'uld y los Ori lo son en Stargate SG-1. Son una especie de parásitos antropomorfos similares a vampiros, ya que se alimentan de la fuerza vital de sus presas, viven en naves biológicas y "echaron" a los Antiguos de la Galaxia Pegaso alrededor del año 8000 AC.
Los Wraith son enemigos de la humanidad debido a que esta es su alimento. Son criaturas sensibles e inteligentes que por norma creen ser superiores a los humanos (como los Goa'uld, quienes usan a los humanos como anfitriones) a quienes consideran poco más que ganado.

## Biología

### Origen
Los Wraith son el resultado de un tipo de combinación genética accidental o negligente de la cual los antiguos son responsables entre humanos y el Iratus, un arácnido autóctono de Pegaso que se alimenta de la "fuerza vital" de los seres vivos.
De esta "unión" los wraith adquirieron inteligencia humana, además de un gran parecido físico y pudiendo andar de modo bípedo y utilizar las manos; de sus ancestros arácnidos adquirieron la capacidad de extraer "energía vital" de humanos, antiguos y en casos extremos otros wraith (canibalismo) aunque también pueden cederla a otros o devolverla a su víctima hasta revivir. Adquirieron también una gran fuerza física, gran capacidad de regeneración, ya que no están sometidos a las restricciones de las proteínas humanas, lo que hace que, además de ser muy difíciles de matar, sean inmortales si están bien alimentados. Además de esto adquirieron de los Iratus (presumiblemente) la capacidad de la telepatía y la de control mental con la que debilitan la mente a sus víctimas para obtener información aunque a veces, sobre todo si el individuo tiene una voluntad fuerte, no funciona.
El Dr. Carson Beckett elaboró un retrovirus capaz de eliminar la parte del insecto eratus del ADN de los Wraith dejando solo la parte humana de estos, durante la elaboración del retrovirus, Beckett tuvo problemas, sobre todo cuando Ellia, una joven wraith criada por un humano tomo una versión de prueba que tuvo el efecto contrario al deseado convirtiéndola en un ser más parecido al eratus, más tarde con la elaboración de un prototipo viable del retrovirus, se descubrió que las hembras son inmunes a este. Este último prototipo del retrovirus que se puede suministrar en inyección o en aerosol, es capaz de convertir en pocas horas en humanos a los wraith machos, borrando su memoria en el proceso, pero los efectos son transitorios y si no vuelven a tomar una dosis, se vuelven a convertir en wraith con sus recuerdos anteriores. El primer individuo en recibir el tratamiento fue Michael (nombre que le dio Sheppard), este wraith no tardó en descubrir su verdadera naturaleza y rehusó el tratamiento; más tarde ayudó a la expedición a vencer a un wraith que ya no lo veían como tal; poco después se le volvió a someter al tratamiento contra su voluntad, lo que le provocó una gran ira.

### Anatomía
La anatomía de los wraith es similar a la humana, sus diferencias radican en su piel pálida color azul grisáceo, sus rasgos faciales, presentando unas facciones más exageradas y unas muescas en sus mejillas y en su color de pelo. Los machos tienen el cabello blanco y largo, con vello facial en algunos casos, no parecen poseer vello corporal y las hembras presentan más variedad, se han observado hembras con diferentes colores de pelo, como negro o rojo.
Además de estas características, los wraith poseen unos órganos en las manos a través de los cuales pueden absorber la vida de sus víctimas, y un saco en su antebrazo donde guardan la enzima que ayuda en el proceso.
Los wraith han demostrado poseer una notable fuerza física, una gran agilidad pudiendo sin embargo ser superados los más débiles por algunos humanos en estos aspectos, poseen también la capacidad de ver en la oscuridad y una gran resistencia física, lo que los hace muy difíciles de matar.
Estas criaturas aunque no pueden morir por envejecimiento natural, pueden ser matados, aunque es bastante difícil debido a su citada resistencia. Para matar a un wraith de forma física, en necesario atacar a sus órganos vitales para que no puedan regenerarse, así, caen por ejemplo ante un disparo en la cabeza, o al ser atravesados en el torso por un objeto punzante, también mueren si se les parte el cuello o si se les disparan suficientes balas en el cuerpo con un arma como una P90, sin embargo, existe un paralelismo ante la capacidad de regeneración de los wraith y el tiempo que hace que se han alimentado, de esta forma, un wraith que acaba de alimentarse es capaz de resistir mucho más que uno que lleve más tiempo. Los wraith pueden además morir por envenenamiento, por desnutrición y por anoxia. Son susceptibles a sus propias armas aturdidoras, aunque las soportan más que el humano medio.

### Psicología
La psicología Wraith no tiene por qué diferir de la humana si se les educa como tales, un ejemplo es Ellia, una wraith educada por un humano que rechazaba a su cultura natal y quería ser humana. También se han observado wraith que conocen la lealtad y el compañerismo entre ellos y con humanos. Pero normalmente, los wraith son seres crueles y sádicos que no sienten respeto alguno por la vida humana ni por la de sus congéneres, capaces de cualquier traición para conseguir sus propósitos.
Los Wraith no parecen tener nombres, así que Sheppard suele bautizar a uno con el que vaya a tratar, un ejemplo es Steve, Bob y Michael, entre ellos usan pronombres, por ejemplo para referirse a la reina la llaman "ella", aunque se les ha visto referirse por su nombre a los wraith bautizados por Sheppard.
Son capaces sin embargo de suicidarse por el bien de su colmena inmolándose antes de ser capturados o actuando como kamikazes (suicidas o inmoladores).
Los Wraith son orgullosos y opinan que su condición no es una enfermedad que se pueda curar con una vacuna, así que rechazan fuertemente el retrovirus de Beckett, además los Wraith tratados son rechazados por sus congéneres intactos aun cuando se han recuperado de los efectos del retrovirus.

### Telepatía
La capacidad telepática de los wraith es la que les permite operar con alguna de su tecnología de base neural (como las naves colmenas), además de comunicarse entre ellos a corta distancia, o a larga (años luz) si son varios los que lo hacen. También les permite obtener información de un ser humanos forzando su voluntad, aunque depende de la fortaleza de esta el que lo consigan.
Esta capacidad de telepatía fue traspasada a algunos humanos cuando un científico wraith intentó hacer el proceso de alimentación más eficiente inoculando ADN de wraith a ciertos humanos, que al poder conectar con estos fueron aniquilados por los wraith como prevención y por otros humanos ya que mostraban un comportamiento sicótico (los wraith eran capaces de poseerlos), así los pocos supervivientes de este experimento, fueron diseminados por la galaxia transmitiendo estos genes. Un poseedor de este gen, es capaz sin entrenamiento de notar la presencia de los wraith antes de que sean visibles (la conexión es a distancia) a través de una extraña sensación y de pesadillas relacionadas con ellos, y alguien con entrenamiento, puede introducirse en la mente de uno de ellos, aunque corre peligro de que el wraith haga lo mismo, y además de operar con su tecnología de forma básica.
- Teyla Emmagan es descendiente de estas personas y ha demostrado la capacidad de conectarse a los wraith (y estos de conectarse a ella) además de operar su tecnología.

### Desarrollo
El ciclo de vida de los wraith es todavía desconocido en su totalidad, se conoce que en su infancia no son muy distintos a los niños más que en su aspecto, son incapaces de absorber fuerza vital para alimentarse como los adultos, en su lugar se alimentan utilizando su sistema digestivo humano, es decir se alimentan de comida normal y agua, cuando llegan a la pubertad, su sistema digestivo se vuelve incapaz de sustentarles y tienen que utilizar el sistema alimenticio de los eratus, es decir absorber la fuerza vital de sus presas para sobrevivir.

### Alimentación
Los wraith jóvenes se alimentan de la misma forma que los humanos, pero al llegar a la pubertad, su sistema digestivo humano falla, aunque los wraith pueden seguir ingiriendo alimentos no obtienen nutrientes de ellos, así que se ven forzados a utilizar su sistema alimenticio eratus, es decir absorber la vida de sus víctimas. Esta alimentación se realiza a través de un complejo proceso químico y enzimático que todavía no es entendido por los humanos. 
Este proceso de alimentación se lleva a cabo a través de las manos de los wraith, las cuales pegan al cuerpo de su víctima (generalmente al pecho, pero da igual) a través de ellas crean una herida por la que se le extrae la vida a la víctima, es tan doloroso para esta que los wraith inyectan una enzima, que almacenan en un saco en el interior de su brazo, la cual fortalece momentáneamente el cuerpo de la presa para asegurarse que el corazón no se les pare, ya que si esto acurre, no pueden seguir alimentándose. Durante el proceso de alimentación, los wraith parecen paralizar a la víctima, a causa del intenso dolor causado; además, son capaces de obtener información de ellas. Pero el más visible y principal efecto de un ataque, es el envejecimiento espontáneo de las víctimas llegando a la muerte si el wraith no cesa en su ataque, en tal caso, ellas quedan como cuerpos secos sin rastro de vida o con aspecto de personas muy ancianas. Las víctimas de una alimentación parcial quedan con la apariencia de una persona mayor sea cual sea su edad real, estas personas suelen morir a las pocas horas o días, se cree que por la enorme drenación que sufren sus sistemas; aunque, si la alimentación no ha sido muy severa las personas pueden sobrevivir, pero su tiempo de vida ha sido acortado. Para evitar la muerte de las víctimas, un wraith puede absorber su vida en varias sesiones, dándole al cuerpo de estas un tiempo mínimo de 3 horas para restablecerse del intenso drenaje de fluidos sufrido; esta técnica ha sido utilizada en torturas por los Genii.
- Una civilización llamada Hoffanos investigó durante años con una proteína de un humano que resistió el proceso alimenticio; esta proteína funciona interfiriendo con una sustancia que los wraith inyectan en el cuerpo de sus víctimas que prepara a las células para que se les "extraiga la vida". Con la ayuda de la expedición Atlantis y sobre todo del Dr. Beckett consiguieron un prototipo funcional, pero los resultados fueron más allá, no solo hacía inmunes a los humanos ante el proceso alimenticio, sino que esta sustancia pasaba al organismo de los wraith envenenándolos y matándolos al poco tiempo por fallo general del organismo. Por otra parte, esta vacuna tenía efectos mortales en la mitad de los vacunados.

El proceso de alimentación adulta de los wraith sin embargo puede ser usado al revés, de esta forma un wraith puede rejuvenecer tan rápidamente como lo envejecería a un humano, aún si se haya o no alimentado de él. Esta asombrosa habilidad se lleva a cabo igual que el proceso alimenticio, poniendo la mano sobre el cuerpo del receptor y haciéndole una herida a través de la cual se da el proceso, pero en contraposición no parece ser doloroso para el mismo. Los wraith solamente utilizan esta cualidad con sus congeneres (presumiblemente para salvarlos del hambre) y con sus adoradores humanos más devotos, a los que pueden llegar a hacer vivir indefinidamente. Aunque si es un wraith honesto, puede hacerlo por alguien con quien siente que está en deuda.

### La "Enzima"
La anteriormente comentada enzima segregada por los wraith, es adictiva para los humanos, y un grupo de ellos liderado por el Teniente Ford se dedicaban a atacar a los wraith a modo de "guerrilla" (o rebeldes) secuestrándolos para extraerles la enzima del brazo dejándolos inconscientes pero con vida para tener un suministro continuo de ella. Esta enzima actúa como cualquier droga, el efecto adictivo provocado hace que si los adictos no toman su dosís se sientan mal físicamente y hasta puedan llegar a morir. También, provoca una ligera sicosis haciéndolos incapaces de pensar con mucha claridad; además, les genera tolerancia, o sea, la dosís a tomar para que sea efectiva debe ser cada ver mayor. Por otro parte, los hace muy fuerte, más que los wraith, y resistentes e insensibles al dolor, además de agudizarles sus sentidos, al menos la vista y el oído.
- La primera vez conocida que alguien usó la enzima de esta manera fue cuando un wraith intentó alimentarse del Teniente Ford, el proceso comenzó pero el wraith murió repentinamente debido a la explosión de una granada, como consecuencia de ello la enzima fluyó masivamente dentro del cuerpo de Ford haciéndolo capaz de resistir horas en agua helada. Aunque el Dr. Beckett intentó curarlo, la sicosis que la enzima produce hizo que el Teniente huyera de Atlantis.

## Sociedad
La sociedad wraith es parecida a la de los insectos sociales como las hormigas o la abejas. El ambiente social en el que viven parece ser frío y áspero, aunque hay indicios de la existencia de sentimientos de compañerismo y semejantes entre ellos aunque no se sabe si es la norma. A nivel global, no son una especie muy unida, de hecho son seres territoriales que no dudan en atacarse si se sobrepasan estos territorios. Su sociedad está dividida en tres tipos de individuos:
- Las reinas, parecen ser los únicos miembros hembra de su especie, son las más altas en la sociedad wraith, su aspecto físico es como el de una humana con rasgos wraith; posee todas las habilidades físicas y síquicas de los machos, al parecer permanecen despiertas durante los largos periodos de hibernación cuidando a sus wraith en descanso. Son inmunes al retrovirus del Dr. Beckett.
- Los machos normales, son al parecer los segundos en la sociedad wraith, poseen la misma inteligencia y habilidades de las reinas, su papel en la sociedad parece ser el de pilotar las naves, operar con la tecnología y comandar batallones; su aspecto físico es como el de la reina pero en macho.

Dentro de la jerarquía de este género de machos, destacan los wraith al mando de la nave colmena, que tienen un carácter militar pronunciado y consideran "suya" la nave, sin olvidar que las decisiones finales siempre recaen en la reina.
- Los machos soldado, son los últimos en la sociedad, poseen mucha fuerza, y debido a su mayor tamaño, posiblemente más que el resto. Tienen también habilidades telepáticas pero su inteligencia e imaginación es inferior a la del resto de su especie, por lo cual se duda de su capacidad de control mental. Son corpulentos, y tienen la cara cubierta por una máscara que les es puesta por los machos normales al salir del capullo.

No se conoce como es su reproducción, pero posiblemente la reina sea la encargada de crear nuevos wraith de distintos tipos, según necesite.
Cada reina wraith posee al menos una nave colmena y un territorio bajo su regencia, al parecer, cada una tiene un símbolo distintivo en forma de tatuaje que llevan tanto ellas como los soldados.
Los wraith pueden formar alianzas entre reinos para enfrentarse a un enemigo común, pudiendo reunir varias naves colmena y llegando a compartir territorios, también se han dado alianzas con humanos. Generalmente las alianzas de ambos tipos son frágiles.
Por lo poco que se ha visto sobre el poder en la cultura Wraith, parece que la tradición hace que los machos requieran de una hembra que les dirija y esta dependencia hace que una reina pueda conseguir el poder sobre una colmena asesinando a la reina anterior , puesto que aun siendo fieles a su anterior reina, los wraith aceptarán el nuevo liderazgo por miedo a quedarse desamparados, aunque la reina deberá demostrar su capacidad y su fuerza, ya que la compasión y la falta de firmeza se consideran debilidad que en según que circunstancias pueden llevar a la revuelta de los machos contra la reina que los demuestre. No obstante existen colmenas sin el amparo de una reina, pero son consideradas colmenas inferiores y parias.(recordar que Todd fingió tener una reina para poder siquiera hablar con otras colmenas)
Estas criaturas cuentan además con humanos que les adoran como dioses y les sirven cuales esclavos (de forma similar a como lo hacían algunos humanos de la Vía Láctea a los goa'ulds), a cambio reciben la protección de los wraith. Los adoradores más devotos además se benefician de los poderes rejuvenecedores de los wraith

## Tecnología
La tecnología de los wraith es de base orgánica, y se cree que fue desarrollada a través de conocimientos obtenidos de los antiguos de los que se alimentaron, es bastante avanzada y al igual que la de los antiguos, mucha precisa de un gen específico que solo poseen los wraith, que les permite un control neural de esta. Entre otras cosas, cuentan con:
- Varios tipos de naves de base orgánica entre las que se encuentran por orden de tamaño las naves colmena, los cruceros, las naves de suministro, las naves de transporte o exploradoras y los dardos. Al menos las naves colmena son capaces de auto repararse gracias a su base orgánica.

- Armas aturdidoras de varios tamaños, los soldados solo llevan este tipo de armas, aunque cuentan con armas letales, sobre todo las incorporadas en sus naves.

- Dispositivos de tele transporte, los dardos llevan uno incorporado que les permite capturar a las personas haciendo barridos a ras de tierra sin tener que aterrizar, además de dejar tropas utilizándolos de modo inverso, este transportador aturde a los usuarios de igual modo que las armas wraith.

- Explosivos que todos los wraith llevan incorporados y que utilizarán, inmolándose para no ser interrogados en caso de captura.

- Cámaras de estasis (hibernación) de base orgánica para mantener a sus víctimas frescas y vivas para una posterior satisfactoria alimentación.

- Motores sub luz bastante veloces e hiper motores capaces de hacer viajes interestelares aunque pueden ser modificados para hacer viajes intergalácticos.

## Historia
Son nativos de la galaxia Pegaso (aunque se cree que provienen de algún tipo de experimento fallido de los Antiguos con unos insectos arácnidos autóctonas de la galaxia Pegaso, los eratus, aunque también pudieron surgir por accidente) y son tecnológicamente superiores a la humanidad de Pegaso, incluyendo a los Tau'ri (terrestres), pero menos avanzados que los antiguos y los asgards. Se cree que su relativamente avanzada tecnología se debe a que tienen antepasados antiguos o a que al alimentarse de ellos adquirieron parte de su conocimiento, lo que les permitió obtener parte de su tecnología sin llegar a igualarla. Pero a pesar de su inferioridad tecnológica, los Wraith superaron ampliamente en número a los Antiguos y consiguieron alejarlos, por lo que los Antiguos hundieron Atlantis en el año 8000 AC y algunos de ellos partieron hacia la Tierra. 
Los Wraith, sin embargo, fueron dejados con un campo de alimentación no tan fértil como el de los años previos a la partida de los Antiguos. Cada pocos cientos de años, los Wraith regresarían para aterrorizar y destruir a las civilizaciones humanas a través de la galaxia, dejando una cantidad de supervivientes mínima que permitiera que la población se regenerara. Los humanos de la galaxia Pegaso fueron abandonados sin contar con un sistema unificado de defensa y cada planeta que alcanzase un nivel tecnológico elevado que pudiera amenazar a los Wraith era escogido para su aniquilación, desalentando a la mayoría de las civilizaciones para desarrollarse hasta ser un peligro, estrategia también escogida por los goa'ulds en la Vía Láctea.
En el 2004, una expedición de la Tierra, liderada por la Doctora Elizabeth Weir, entró en una ciudad de los antiguos, Atlantis. Cuando fue aparente que Atlantis estaba perdida y siendo su colapso inminente, un equipo se dirigió al planeta Athos como alternativa de escape, pero tras 48 horas allí fueron sorprendidos con un inesperado ataque de los Wraith. Los athosianos fueron evacuados hacia Atlantis -que pudo sobrevivir- por unos meses. Miembros del equipo fueron abducidos por los Wraith lo que permitió que estos supieran del nuevo campo de alimentación que se escondía detrás del stargate de Atlantis y cambiaran sus planes sobre todo al ser todos despertados como consecuencia de la muerte de la cuidadora de la nave colmena a la que habían sido llevados los prisioneros. Este despertar 50 años prematuro provocó el hambre en los wraith, ya que su terreno de cría aún no era suficiente para alimentarlos. Es desde entonces que los Wraith han sido enemigos acérrimos de los humanos de Atlantis y han puesto la expedición en peligro en más de una ocasión intentando tomar y destruir Atlantis además de llegar a la Tierra, su nueva zona de alimentación.